# Powervolley Milano 2013-2014
Questa voce raccoglie le informazioni riguardanti la Powervolley Milano nelle competizioni ufficiali della stagione 2013-2014.

## Stagione
La stagione 2013-14 è per la Powervolley Milano, sponsorizzato dall'Itely, la prima in Serie A2, categoria nella quale ha esordito dopo aver acquistato il titolo sportivo dalla Volley Lupi Santa Croce; in panchina siede Marco Maranesi, mentre la rosa, oltre a diverse conferme dalla squadra che aveva partecipato alla Serie B1 2012-13, si arricchisce con gli arrivi di Nemanja Jakovljević, Emiliano Giglioli, Giordano Mattera, Luca Sirri e, a campionato in corso, Milan Bencz e Damiano Valsecchi.
Il campionato si apre con due sconfitte consecutive, mentre la prima vittoria arriva alla terza giornata contro la Pallavolo Matera Bulls: dopo un periodo di risultati altalenanti, il club di Milano chiude il girone di andata con tre successi consecutivi, finendo al sesto posto in classifica, non qualificandosi per la Coppa Italia di categoria. Il girone di ritorno prosegue con l'alternanza di risultati che aveva caratterizzato la parte centrale del girone di andata: la squadra vince tutte le gare in trasferta, mentre in casa riesce a vincere solamente all'ultima giornata contro la Libertas Brianza, chiudendo la regular season al sesto posto. Nei quarti di finale dei play-off promozioni dopo aver perso gara 1 contro la Pallavolo Impavida Ortona, riesce a vincere gara 2, ma viene sconfitta per 3-1 in gara 3, elimina i lombardi dalla corsa alla Serie A1.

## Organigramma societario
Area direttiva
- Presidente: Carlos Rosares
- Presidente onorario: Lucia Fusaro
- Vicepresidente: Anna Lopardi
- Segreteria generale: Lauro Candia

Area organizzativa
- Team manager:
- Direttore generale: Marco Collini
- Direttore sportivo: Mirko Gatti
- Direttore tecnico: Maurizio Latelli (dal 26 novembre 2013)

Area tecnica
- Allenatore: Marco Maranesi
- Allenatore in seconda: Giulio Bottino
- Scout man: Stefano Lullia
- Assistente allenatori: Massimiliano De Marco, Francesco Russo
- Responsabile settore giovanile: Guido De Caro (dal 2 settembre 2013)

Area comunicazione
- Ufficio stampa: Luca Ziliani
- Area comunicazione: Stefano Ferraguti
- Grafica e sviluppo: Renato Santambrogio
- Speaker: Diego Mortalò (dall'8 gennaio 2014)
- Fotografo: Alessandro Pizzi

Area marketing
- Ufficio marketing: Stefano Ferraguti
- Responsabile eventi: Roberto Basile

Area sanitaria
- Responsabile staff medico: Claudio Banenti
- Medico: Piero Rimoldi
- Preparatore atletico: Stefano Fumagalli
- Fisioterapista: Roberto Volpi

## Rosa
| N° | Nome                | Ruolo | Data di nascita   | Nazionalità sportiva |
| -- | ------------------- | ----- | ----------------- | -------------------- |
| 1  | Filipe Pinto        | S/O   | 26 febbraio 1991  | Portogallo           |
| 2  | Edoardo Pizzileo    | S     | 7 settembre 1994  | Italia               |
| 3  | Sergio Seregni      | L     | 18 gennaio 1987   | Italia               |
| 4  | Luca Di Felice      | C     | 16 giugno 1984    | Italia               |
| 5  | Giacomo Rigoni      | S     | 1º marzo 1979     | Italia               |
| 6  | Luca Sirri          | S     | 5 gennaio 1983    | Italia               |
| 7  | Matteo Daolio       | S/O   | 23 febbraio 1979  | Italia               |
| 8  | Lorenzo Tescaro     | P     | 6 agosto 1994     | Italia               |
| 9  | Milan Bencz         | S/O   | 5 settembre 1987  | Slovacchia           |
| 10 | Giordano Mattera    | P     | 29 agosto 1983    | Italia               |
| 11 | Andrea Cerbo        | L     | 21 maggio 1985    | Italia               |
| 12 | Emiliano Giglioli   | C     | 14 settembre 1985 | Italia               |
| 13 | Matteo Bertoli      | S     | 28 luglio 1988    | Italia               |
| 14 | Nemanja Jakovljević | S     | 6 novembre 1986   | Serbia               |
| 15 | Marco Barsi         | C     | 17 luglio 1985    | Italia               |
| 17 | Damiano Valsecchi   | C     | 28 agosto 1991    | Italia               |

## Mercato
| Acquisti | Acquisti            | Acquisti           | Acquisti   |
| R.       | Nome                | da                 | Modalità   |
| -------- | ------------------- | ------------------ | ---------- |
| C        | Marco Barsi         | Diavoli Rosa       | definitivo |
| S/O      | Milan Bencz         | Atripalda          | definitivo |
| S        | Matteo Bertoli      | Brolo              | definitivo |
| C        | Emiliano Giglioli   | Molfetta           | definitivo |
| S        | Nemanja Jakovljević | Stella Rossa       | definitivo |
| P        | Giordano Mattera    | Padova             | definitivo |
| S/O      | Filipe Pinto        | Espinho            | definitivo |
| S        | Edoardo Pizzileo    | Segrate            | definitivo |
| S        | Luca Sirri          | Robur Angelo Costa | definitivo |
| P        | Lorenzo Tescaro     | Segrate            | definitivo |
| C        | Damiano Valsecchi   | Atripalda          | definitivo |

| Cessioni | Cessioni     | Cessioni | Cessioni   |
| R.       | Nome         | a        | Modalità   |
| -------- | ------------ | -------- | ---------- |
| S/O      | Filipe Pinto | Espinho  | definitivo |

## Risultati

### Serie A2

#### Girone di andata
| 1ª giornata - 20 ottobre 2013 Centro Pavesi, Milano         | Powervolley Milano | 0 - 3 | Milano             | 23-25, 26-28, 24-26               |
| 2ª giornata - 27 ottobre 2013 Palasport Comunale, Ortona    | Impavida Ortona    | 3 - 0 | Powervolley Milano | 25-17, 25-22, 25-17               |
| 3ª giornata - 3 novembre 2013 Centro Pavesi, Milano         | Powervolley Milano | 3 - 1 | Matera Bulls       | 21-25, 25-23, 25-18, 25-20        |
| 4ª giornata - 10 novembre 2013 PalaFabris, Padova           | Padova             | 3 - 1 | Powervolley Milano | 25-21, 22-25, 25-18, 25-16        |
| 6ª giornata - 24 novembre 2013 PalaPolsinelli, Sora         | Argos              | 3 - 0 | Powervolley Milano | 25-13, 25-21, 25-14               |
| 7ª giornata - 1º dicembre 2013 Centro Pavesi, Milano        | Powervolley Milano | 3 - 0 | Corigliano Volley  | 25-20, 25-16, 25-15               |
| 8ª giornata - 8 dicembre 2013 PalaGrotte, Castellana Grotte | Materdomini        | 3 - 0 | Powervolley Milano | 25-19, 28-26, 28-26               |
| 9ª giornata - 15 dicembre 2013 Centro Pavesi, Milano        | Powervolley Milano | 3 - 2 | Brolo              | 25-27, 21-25, 25-22, 29-27, 15-13 |
| 10ª giornata - 22 dicembre 2013 Centro Pavesi, Milano       | Powervolley Milano | 3 - 0 | Potentino          | 26-24, 25-19, 25-16               |
| 11ª giornata - 26 dicembre 2014 PalaParini, Cantù           | Libertas Brianza   | 1 - 3 | Powervolley Milano | 25-21, 22-25, 20-25, 23-25        |

#### Girone di ritorno
| 12ª giornata - 29 dicembre 2014 Palazzetto dello Sport, Monza      | Milano             | 1 - 3 | Powervolley Milano | 20-25, 25-19, 22-25, 16-25        |
| 13ª giornata - 5 gennaio 2014 Centro Pavesi, Milano                | Powervolley Milano | 2 - 3 | Impavida Ortona    | 17-25, 21-25, 25-23, 25-12, 18-20 |
| 14ª giornata - 19 gennaio 2014 PalaSassi, Matera                   | Matera Bulls       | 2 - 3 | Powervolley Milano | 25-23, 25-22, 17-25, 19-25, 14-16 |
| 15ª giornata - 26 gennaio 2014 Centro Pavesi, Milano               | Powervolley Milano | 2 - 3 | Padova             | 25-23, 20-25, 23-25, 27-25, 13-15 |
| 17ª giornata - 9 febbraio 2014 Centro Pavesi, Milano               | Powervolley Milano | 1 - 3 | Argos              | 23-25, 25-21, 21-25, 21-25        |
| 18ª giornata - 16 febbraio 2014 PalaCorigliano, Corigliano Calabro | Corigliano Volley  | 1 - 3 | Powervolley Milano | 25-18, 15-25, 28-30, 20-25        |
| 19ª giornata - 23 febbraio 2014 Centro Pavesi, Milano              | Powervolley Milano | 2 - 3 | Materdomini        | 21-25, 25-22, 25-16, 23-25, 11-15 |
| 20ª giornata - 2 marzo 2014 PalaFantozzi, Capo d'Orlando           | Brolo              | 0 - 3 | Powervolley Milano | 13-25, 23-25, 18-25               |
| 21ª giornata - 9 marzo 2014 PalaPrincipi, Potenza Picena           | Potentino          | 0 - 3 | Powervolley Milano | 17-25, 23-25, 21-25               |
| 22ª giornata - 16 marzo 2014 Centro Pavesi, Milano                 | Powervolley Milano | 3 - 2 | Libertas Brianza   | 25-22, 24-26, 19-25, 25-23, 15-8  |

#### Play-off promozione
| Quarti di finale (gara 1) - 30 marzo 2014 Palasport Comunale    | Impavida Ortona    | 3 - 1 | Powervolley Milano | 21-25, 25-23, 25-15, 26-24 |
| Quarti di finale (gara 2) - 2 aprile 2014 Centro Pavesi, Milano | Powervolley Milano | 3 - 0 | Impavida Ortona    | 25-17, 25-22, 25-22        |
| Quarti di finale (gara 3) - 6 aprile 2014 Palasport Comunale    | Impavida Ortona    | 3 - 1 | Powervolley Milano | 19-25, 25-20, 25-22, 25-20 |

## Statistiche

### Statistiche di squadra
| Competizione | Punti | In casa | In casa | In casa | In trasferta | In trasferta | In trasferta | Totale | Totale | Totale |
| Competizione | Punti | G       | V       | P       | G            | V            | P            | G      | V      | P      |
| ------------ | ----- | ------- | ------- | ------- | ------------ | ------------ | ------------ | ------ | ------ | ------ |
| Serie A2     | 33    | 11      | 6       | 5       | 12           | 6            | 6            | 23     | 12     | 11     |
| Totale       | -     | 11      | 6       | 5       | 12           | 6            | 6            | 23     | 12     | 11     |

G = partite giocate; V = partite vinte; P = partite perse

### Statistiche dei giocatori
| Giocatore      | Serie A2 | Serie A2 | Serie A2 | Serie A2 | Serie A2 | Totale | Totale | Totale | Totale | Totale |
| Giocatore      | P        | PT       | AV       | MV       | BV       | P      | PT     | AV     | MV     | BV     |
| -------------- | -------- | -------- | -------- | -------- | -------- | ------ | ------ | ------ | ------ | ------ |
| M. Barsi       | 7        | 16       | 12       | 4        | 0        | 7      | 16     | 12     | 4      | 0      |
| M. Bencz       | 17       | 344      | 308      | 22       | 14       | 17     | 344    | 308    | 22     | 14     |
| M. Bertoli     | 13       | 107      | 81       | 13       | 13       | 13     | 107    | 81     | 13     | 13     |
| A. Cerbo       | 24       | -        | -        | -        | -        | 24     | -      | -      | -      | -      |
| M. Daoli       | 9        | 31       | 26       | 4        | 1        | 9      | 31     | 26     | 4      | 1      |
| L. Di Felice   | 17       | 80       | 52       | 19       | 9        | 17     | 80     | 52     | 19     | 9      |
| E. Giglioli    | 24       | 217      | 140      | 58       | 19       | 24     | 217    | 140    | 58     | 19     |
| N. Jakovljević | 21       | 247      | 213      | 21       | 13       | 21     | 247    | 213    | 21     | 13     |
| G. Mattera     | 24       | 102      | 56       | 35       | 11       | 24     | 102    | 56     | 35     | 11     |
| F. Pinto       | 4        | 11       | 8        | 0        | 3        | 4      | 11     | 8      | 0      | 3      |
| E. Pizzileo    | 1        | 0        | 0        | 0        | 0        | 1      | 0      | 0      | 0      | 0      |
| G. Rigoni      | 19       | 29       | 20       | 8        | 1        | 19     | 29     | 20     | 8      | 1      |
| S. Seregni     | 21       | -        | -        | -        | -        | 21     | -      | -      | -      | -      |
| L. Sirri       | 21       | 225      | 200      | 15       | 10       | 21     | 225    | 200    | 15     | 10     |
| L. Tescaro     | 1        | 0        | 0        | 0        | 0        | 1      | 0      | 0      | 0      | 0      |
| D. Valsecchi   | 12       | 76       | 59       | 16       | 1        | 12     | 76     | 59     | 16     | 1      |

P = presenze; PT = punti totali; AV = attacchi vincenti; MV = muri vincenti; BV = battute vincenti